# Iaidō
Iaidō (jap. 居合道 iaidō) – sztuka dobywania miecza (katana), japońska odmiana szermierki. Jest to zarazem jedna z japońskich sztuk walki określanych wspólnym mianem budō. 

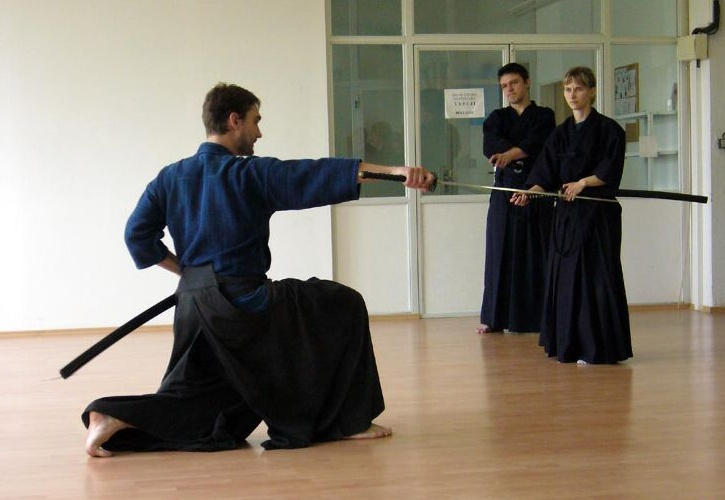
Szermierze iaidō podczas ćwiczeń

Słowo iaidō składa się z trzech znaków oznaczających w uproszczeniu: i – być; ai – pasować, nadawać się, być właściwym; dō – droga, sposób, metoda.

## Historia
Początki iaijutsu, znanej też pod nazwą battojutsu, jako realnej sztuki walki zaistniały wraz z kunsztem sztuki wytwarzania mieczy, co stworzyło przesłanki rozwoju nowych błyskawicznych technik dobywania broni. Tradycja iaido, przekazywana z pokolenia na pokolenie szermierzy, swój największy rozwój zawdzięcza twórczym dokonaniom Hayashizaki Jinsuke Shigenobu, który około 400 lat temu stworzył pierwszą usystematyzowaną szkołę iaijutsu, co pozwoliło na uznanie jej za samodzielną sztukę walki. W późniejszym czasie rozwinęło się wiele różnych szkół, spośród których 25 przetrwało do dzisiaj.

## Technika i sposoby walki
W odróżnieniu od sztuki kendo, gdzie przeciwnicy stają naprzeciw siebie uzbrojeni w bambusowe miecze shinai, okoliczności pojedynku (ceremoniał rozpoczęcia walki, sposoby i miejsca ataku) są ściśle określone regulaminami, a zawodnicy wyposażeni są w solidne ochraniacze, iaido pojmowana jest jako umiejętność walki prawdziwym mieczem w każdych okolicznościach, z całą różnorodnością akcji zaczepnych możliwych do zastosowania przez potencjalnego, znienacka atakującego przeciwnika.
Iaido jest sztuką przewidywania ataku przeciwnika, obrony i przeprowadzenia własnego kontrataku. Opanowanie tej sztuki miało na celu skuteczną obronę przed nagłym atakiem wroga z zaskoczenia, możliwą nawet wówczas, gdy zaatakowany był akurat zaabsorbowany wykonywaniem codziennych, pokojowych czynności, takich jak spacer, odpoczynek, rozmowa, spożywanie jedzenia itp.
Skuteczność obrony w takiej sytuacji wymagała umiejętności doskonałego operowania dystansem, wyczucia kierunku ataku przeciwnika, perfekcyjnego opanowania chwytu i sposobu dobywania własnej broni oraz połączenia wszystkich tych elementów pracy umysłu, ciała i miecza w harmonijną całość, umożliwiającą nagłe wkroczenie w akcję przeciwnika w najodpowiedniejszym momencie.
Ostateczny cel opanowania sztuki iaido nie miał jednak w założeniu wyłącznie skutecznego odparcia akcji przeciwnika poprzez zabicie go w rewanżu, natomiast zakładał takie psychiczne panowanie nad sytuacją, aby potencjalny agresor raczej zrezygnował z zamierzonej akcji. Założenie to jest dobrze oddane poprzez dawne określenie sztuki iaido, która wcześniej była również nazywana saya-no-uchi, czyli „chwycenie pochwy miecza”, a więc działanie mające na celu zachowanie pokoju bez konieczności dobywania broni.
Iaido było nierozerwalnie związane z kendo, zwłaszcza dla tych, którzy pragnęli osiągnąć mistrzostwo w sztuce miecza. Popularne było powiedzenie, że kendo i iaido to dwa koła tego samego wozu. Iai to dostrzeżenie u przeciwnika zamiaru ataku i odpowiednie w czasie wykonanie własnej stosownej akcji. W momencie całkowitego wyjęcia miecza z pochwy zaczyna się szermierka kendo. Jednakże część adeptów szermierki japońskiej uważa, że z powodu odejścia kendo w kierunku typowo sportowym nie należy wiązać już go z iaido. Bardziej pokrewnym stylem wydaje się być battōdō.
Spośród wielu wartościowych starych szkół iaido (np. Musō Shinden-ryū, Muso Jikiden Eishin Ryu, Tamiya Ryu, Hoki Ryu itd., całościowo pojmowanych pod nazwą koryū), których poznanie i opanowanie w całości jest niemożliwe wobec tempa i warunków współczesnego życia, dla pożytku ćwiczących opracowano formy zsyntetyzowane, oddające istotę iaido i pozwalające na zrozumienie podstawowych technik stosowanych w różnych szkołach. W 1968, a następnie w 1977 roku dwie komisje złożone z jedenastu mistrzów miecza stowarzyszonych w Zen Nippon Kendo Renmei (All Japan Kendo Federation) połączyło podstawowe techniki różnych szkół w 7, następnie w 10, a ostatnio 12 form. Tych 12 form zawiera 90 procent historycznych podstaw iaido. Jednakowoż zrozumienie najgłębszej istoty tej sztuki umożliwia dopiero intensywny trening koryū, w których prawdziwy duch iaido przejawia się w całej pełni.

## Współzawodnictwo sportowe
Rokrocznie odbywają się mistrzostwa w iaido o randze mistrzostw Europy, a od 2007 r. także mistrzostw Polski. Oceniane jest wykonanie form kata w układzie obowiązkowym (Iaido Seitei ZNKR) lub dowolnym (szkoły tradycyjne – koryū iaijutsu). Układy, wykonywane w parach, oceniane są przez trzech sędziów, w tym jednego głównego. W sensie ogólnym zawody iaido przypominają turnieje kata w pokrewnych sportach walki, np. w karate, gdzie o klasie i wyszkoleniu zawodników decyduje nie bezpośrednie starcie, ale wartości wizualne oraz „duch” i precyzja wykonania prezentowanych technik. W roku 2014, na 21 Mistrzostwach Europy Iaido w Helsinkach, Reprezentacja Polski Iaido po raz pierwszy w historii wywalczyła tytuł Drużynowego Mistrza Europy Iaido.
Dodatkowo, przedmiotem pokazów oraz umiejętnością podlegającą ocenie w ramach konkurencji sportowej może być również tameshigiri, czyli umiejętność przecinania ostrym mieczem wiązki słomy ryżowej lub pnia bambusowego.

## Stopnie uczniowskie kyu i mistrzowskiedan
System nadawania stopni w iaido jest bardzo zbliżony do stosowanego w kendo i przewiduje zdawanie egzaminów przed komisją złożoną z ekspertów tej sztuki walki.